# 埃爾斯沃思鎮區 (密歇根州)
埃爾斯沃思鎮區（英語：Ellsworth Township）是位於美國密歇根州萊克縣的一個行政鎮區。

## 地方資料
埃爾斯沃思鎮區的面積為91.60平方千米，當中陸地面積為91.10平方千米，而水域面積為0.50平方千米。根據2020年美國人口普查的數據，當地共有人口736人，而人口密度為每平方千米8.03人。